# Наталі Мастраччі
Наталі Мастраччі  (англ. Natalie Mastracci, 5 червня 1989, Велланд, Онтаріо) — канадська веслувальниця, олімпійська медалістка.

## Виступи на Олімпіадах
| Олімпіада   | Дисципліна                     | Місце  |
| ----------- | ------------------------------ | ------ |
| Лондон 2012 | вісімка розстібна зі стерновим | Срібло |